# Anthony Pérez (basket-ball)
Pour les articles homonymes, voir Anthony Perez.
Anthony "Tony" Pérez-Cortesia, né le 29 septembre 1993, au Venezuela, est un joueur de basket-ball vénézuélien. Il évolue aux postes d'ailier d'ailier fort.

## Palmarès
- Champion d'Amérique du Sud 2016